# Jameson Adams

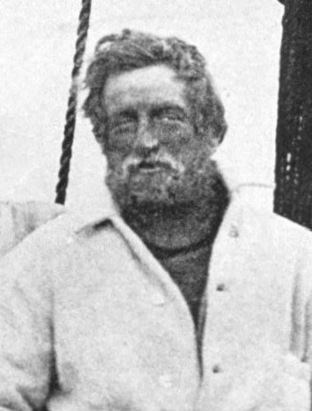
Adams an Bord der Nimrod (1909)

Sir Jameson Boyd Adams KCVO, CBE, DSO (* 6. März 1880 in Rippinggale, Lincolnshire; † 30. April 1962 in London) war ein britischer Polarforscher. Seit 1893 fuhr er mit der Handelsmarine zur See, diente dann drei Jahre als Leutnant in der Royal Naval Reserve, bevor er 1907 zur Nimrod-Expedition unter Ernest Shackleton stieß, die zum Ziel hatte, als erste den geographischen Südpol zu erreichen.

## Leben

### Nimrod-Expedition

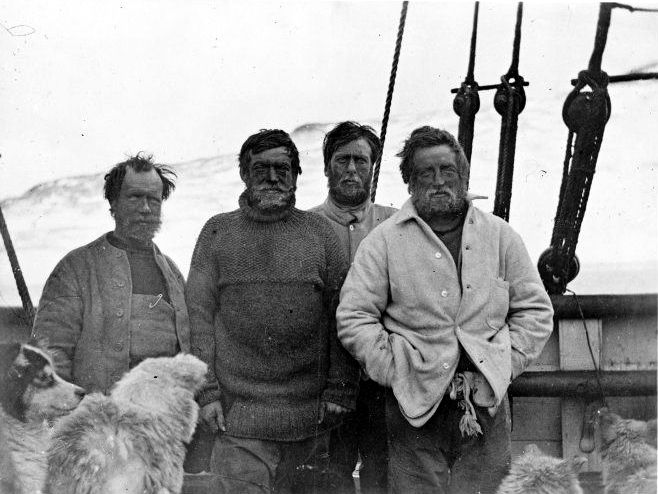
V. l. n. r.: Frank Wild, Ernest Shackleton, Eric Marshall und Adams (1909)

Shackleton machte Jameson Adams zum stellvertretenden Expeditionsleiter. Im März 1908 gehörte er zur sechsköpfigen Mannschaft, der die Erstbesteigung des Mount Erebus gelang. Von Oktober 1908 bis März 1909 unternahm er zusammen mit Shackleton, Frank Wild und Eric Marshall den Versuch, als erste Menschen überhaupt zum geographischen Südpol zu gelangen. Das Ziel wurde knapp verfehlt, aber ein neuer „Südrekord“ konnte aufgestellt werden, den Roald Amundsen mit dem Erreichen des Südpols Ende 1911 brach. Auf dem Rückweg blieb Adams mit dem erkrankten Eric Marshall zurück, Shackleton konnte Hilfe erreichen und beide retten.

### Erster Weltkrieg
Nach seiner Rückkehr von der Nimrod-Expedition nahm Adams eine Tätigkeit im öffentlichen Dienst auf. Beim Ausbruch des Ersten Weltkrieges diente er als persönlicher Adjutant von Admiral Horace Hood. Nach dessen Tod wurde er zunächst zum Rüstungsministerium abkommandiert, bevor er in Flandern die Befehlsgewalt über eine Artillerieeinheit erhielt. Schwer verwundet kehrte er 1917 aus dem Krieg zurück und wurde für seine militärischen Verdienste mit dem Distinguished Service Order und dem Croix de guerre ausgezeichnet.

### Späte Jahre
Nach dem Krieg kehrte er ins Arbeitsministerium zurück und engagierte sich nebenberuflich für Jugendorganisationen. 1935 war er Vorsitzender des Antarctic Club. Im selben Jahr wurde er Botschafter einer zum silbernen Thronjubiläum von König Georg V. ins Leben gerufenen Jugendstiftung. Diese Position bekleidete er bis zu seiner Pensionierung im Jahr 1948. Bis zu seinem Tod 1962 war Adams ehrenamtlich als Botschafter für das King Edward VII’s Hospital tätig.

## Zivile Ehrungen
Adams wurde 1928 als Commander in den Order of the British Empire aufgenommen. 1948 wurde er anlässlich seiner Pensionierung als Knight Commander des Royal Victorian Order von König Georg VI. zum Ritter geschlagen. Ernest Shackleton benannte einen markanten Gipfel im Transantarktischen Gebirge ihm zu Ehren Mount Adams. Zudem sind der Adams-Gletscher und der Adams Stream im antarktischen Viktorialand nach ihm benannt. In der vierteiligen britischen Miniserie Shackleton – Der Mann im Schatten des Pols aus dem Jahr 1983 mit David Schofield in der Titelrolle wird Adams durch Kevin Whately verkörpert.